# Myrmeleon (Myrmeleon) pseudofasciatus
Myrmeleon (Myrmeleon) pseudofasciatus is een insect uit de familie van de mierenleeuwen (Myrmeleontidae), die tot de orde netvleugeligen (Neuroptera) behoort. 
Myrmeleon (Myrmeleon) pseudofasciatus is voor het eerst wetenschappelijk beschreven door Hölzel in 1981.